# Woebegone Obscured
Woebegone Obscured war eine 1993 in Aarhus als Rimfrost gegründete Funeral-Doom-Band.

## Geschichte
Danny Jönsson „Danny Woe“ gründete 1993 das Projekt Rimfrost mit der Intention Black Metal mit Anteilen des Doom Metal zu spielen. Über mehrere Jahre experimentierte Danny Woe mit Rimfrost. Etwa nach der Veröffentlichung von zwei Demobänder benannte Jönsson das Projekt, in Anerkennung eines deutlich veränderten Klangs, in Woebegone Obscured um. Das Jahr der Namensänderung ist unklar. Die Band sowie die verlegenden Label machen hierbei unterschiedliche Angaben.
Auch als Woebegone Obscured blieben Demo-Veröffentlichungen der Band weitestgehend unbeachtet. Erst die Wiederveröffentlichung des Debütalbums Deathstination im Dezember 2011 durch das italienische Extreme-Metal-Label I, Voidhanger Records bescherte der Band mediale Resonanz. Das Album wurde einhellig positiv aufgenommen. Einhergehend mit der Wiederveröffentlichung des Debüts etablierte das Label die Legende die Inspiration zu Woebegone Obscured entstamme einem Psychiatrieaufenthalt Jönsson. Da die Gruppe nur wenig Informationen zu den beteiligten Personen und Hintergründen der Band offen legt, bleibt der Wahrheitsgehalt dieser Legende unklar. Auch das 2013 erschienene zweite Studioalbum Moarrow of Dreams erhielt überwiegend positive Rezensionen. Der Band wurde später attestiert mit beiden Alben einen nachhaltigen Eindruck im Spektrum des Funeral Dooms hinterlassen zu haben.
Mit Deathscape MMXIV 2014 und Woebegone Obscured 2016 folgte die Veröffentlichung zweier EPs. Beide wurden kaum rezensiert. Die mit Coverversionen von Bathory und Dead Can Dance versehene EP Deathscape MMXIV wurde gespalten aufgenommen. Die zu Woebegone Obscured verfasste Rezension fiel hingegen positiv aus. Im Jahr 2018 erschien mit The Forestroamer das dritte Studioalbum der Band. Zu der Veröffentlichung kooperierte Woebegone Obscured mit dem Doom-Metal-Label Aesthetic Death Records. Das von Dan Swanö produzierte The Forestroamer wurde ebenso wie die vorausgegangenen Alben in Rezensionen gelobt. Im Dezember 2019 gab die Band ihre Auflösung bekannt. Im drauf folgenden Jahr beteiligte sich Jönsson mit der Gründung des Duos Funeral Chasm an einem neuen Funeral-Doom-Projekt.

## Besetzung und Pseudonyme
Die Musiker der Gruppe traten in den ersten Jahren unter Pseudonymen auf. So nannte sich Jönsson mit Rimfrost „Epochian“, seine Mitmusiker waren Mads Mortensen als „Gespenst“ und „Dirus“. Mit Woebegone Obscured nannten sich die Musiker vorerst alle Woe um einen vorstehenden Buchstaben ergänzt. Jönsson trat als D. Woe als Sänger, Gitarrist und Schlagzeuger in Erscheinung. Auf dem Debüt spielt hinzukommend der Bassist und Gitarrist K. Woe. Später traten der Gitarrist Martin Jacobsen 2013 als M. Woe, der Gitarrist Quentin Nicollet 2014 als Q. Woe, der Bassist Andreas Tagmose Grønkjær 2014 ohne Pseudonym als Musiker in Erscheinung. Mit der Veröffentlichung des dritten Studioalbums The Forestroamer legten die meisten Musiker ihre Pseudonyme ab. Lediglich Jönsson behielt den Namen Danny Woe bei. Indes war Andreas Tagmose Grønkjær erneut aus der Bandbesetzung geschieden.

## Stil
Die Musik von Woebegone Obscured wird dem Funeral Doom zugerechnet und als schwerfällig und atmosphärisch beschrieben. Zur näheren Einordnung wird der Stil mit jenem von Genrevertretern wie Thergothon, Disembowelment, Worship, Malasangre, Obskure Torture, Mournful Congregation, und Nortt verglichen. Als weitere Einflüsse wird mit Anathema und Mayhem auf Vertreter des Black- und des Gothic-Metal verwiesen. Aus dem Einfluss des Black Metals seien Blastbeats, hoch gespielte Kickdrums sowie ein punktuell chaotisches Gitarrenspiel abgeleitet. Dies erzeuge „ein Gefühl der Verzweiflung und des Wahnsinns, bevor die Hörer zurück in die Doom-Leere entlassen“ würden. Dem Gothic Metals sei indes eine ätherische Atmosphäre entlehnt. Mit Marrow of Dreams variierte die Band ihren Stil hin zu einem progressiveren Gesamtklang, woraufhin zuzügliche Vergleiche mit Opeth bemüht wurden. Auf The Forestroamer verzichtete die Band auf die dem Black Metal entlehnten Klangelemente und erhöhte den Anteil progressiver Strukturen.
Dabei kombiniere die Band „tiefes Growling und rollenden Doom mit Ambient-Passagen zu einem subtil progressiven Stil“. Seit dem Debüt wird der gutturale Gesang gelegentlich mit klagendem Klargesang und Black Metal Screaming variiert. Das Gitarrenspiel wird als typisch für den Doom Metal und seine Substile bezeichnet. So präsentiere die Band vornehmlich „subtile Gitarrenakzente“, dabei seien im Gitarrenspiel eine „Menge an dunklen und depressiv klingenden Melodien“ auszumachen. Den Soli und Leads wird ein melodischer und kraftvoller Stil attestiert. Dem Genre entsprechend bleibt der Rhythmus betont langsam. Eingearbeitete Soundeffekte, insbesondere Naturklänge, Synthesizer und Gastsänger ergänzen den so geschaffenen Klang.

## Diskografie
- 1995: Deathscape Demotape (Demo, Selbstverlag als Rimfrost)
- 2000: Funeraly Wizard (Demo, Selbstverlag als Rimfrost)
- 2003: Coils of Inane Comatose (Demo, Selbstverlag)
- 2004: Maestitia (Demo, Selbstverlag)
- 2007: Deathstination (Album, Selbstverlag. 2011: I, Voidhanger Records)
- 2013: Marrow of Dreams (Album, I, Voidhanger Records)
- 2014: Deathscape MMXIV (EP, Solitude Productions)
- 2016: Woebegone Obscured (EP, Selbstverlag)
- 2018: The Forestroamer (Album, Aesthetic Death)